# Petaloú
Petaloú (Petalou) är en ort i Grekland.   Den ligger i prefekturen Nomós Korinthías och regionen Peloponnesos, i den centrala delen av landet, 120 km väster om huvudstaden Aten. Petaloú ligger 211 meter över havet och antalet invånare är 218.
Terrängen runt Petaloú är kuperad västerut, men åt sydost är den bergig. Havet är nära Petaloú norrut. Runt Petaloú är det ganska glesbefolkat, med 40 invånare per kvadratkilometer. Närmaste större samhälle är Dhervéni, 1,8 km öster om Petaloú. 